# Marduk-zakir-shumi II
Pour les articles homonymes, voir Marduk (homonymie).
Marduk-zakir-shumi était un noble babylonien qui a servi brièvement comme roi de Babylone pendant quelques mois en 703 av. J.-C., après une révolte contre l'autorité du roi assyrien Sennacherib. Il a été bientôt renversé et remplacé par l'ancien roi, Merodach-Baladan II.